# 歩兵第33連隊
歩兵第33連隊（ほへいだい33れんたい、歩兵第三十三聯隊）は、大日本帝国陸軍の連隊のひとつ。

## 沿革
- 1897年（明治30年） - 守山に連隊本部を設置、第3師団の隷下に入る
- 1898年（明治31年）3月24日 - 軍旗拝受
- 1904年（明治37年） - 日露戦争に従軍
- 1918年（大正7年）8月 - シベリア出兵に従軍、ペリゾヨフカ付近に展開
- 1919年（大正8年）10月 - 帰還
- 1925年（大正14年） - 宇垣軍縮により第3師団から第16師団に所属変更され、守山から久居（現陸上自衛隊久居駐屯地）に転営
- 1929年（昭和4年） - 奉天に駐屯
- 1931年（昭和6年） - 帰還
- 1934年（昭和9年） - チチハルに駐屯
- 1936年（昭和11年） - 帰還
- 1937年（昭和12年）

9月 - 天津に到着しその後石家荘、常熟、無錫などで戦ったのち南京攻略戦に参加
- 1938年（昭和13年） - 徐州会戦や武漢作戦に参加
- 1939年（昭和14年）

襄東会戦に参加
6月 - 帰還
- 1941年（昭和16年）

9月 - 動員下令
11月 - 名古屋港を出港
12月12日 - ルソン島レガスピに上陸、マニラの戦いなどに参加。その後フィリピン各地を転戦しルソン島にて治安戦に従事
- 1944年（昭和19年）

9月 - レイテ島に移駐、防御態勢を固める
10月20日 - アメリカ軍上陸開始
10月23日 - 軍旗奉焼ののち挺身切り込みし玉砕
10月28日 - ドラッグ防御の大隊がダガミ高原で玉砕
- 1945年（昭和20年）

5月30日 - サマール島にいた第3中隊が玉砕

## 歴代連隊長
| 代 | 氏名       | 在任期間               | 備考 |
| -- | ---------- | ---------------------- | --- |
| 1  | 島村干雄   | 1896.9.25 - 1899.8.12  | 中佐、1899.3.大佐                                                                                          |
| 2  | 村山邦彦   | 1899.8.16 - 1901.5.23  | |
| 3  | 寺本龍夫   | 1901.5.23 - 1902.7.18  | 中佐 |
| 4  | 野口坤之   | 1902.7.18 - 1904.2.17  | 中佐 |
| 5  | 藤本太郎   | 1904.2.17 - 1905.1.14  | |
| 6  | 吉岡友愛   | 1905.1.26 - 1905.3.7   | 中佐、戦死、大佐特進                                                                                       |
| 7  | 香月三郎   | 1906.1.27 - 1909.11.30 | 中佐、大佐昇進                                                                                             |
| 8  | 岡野敏彰   | 1909.11.30 - 1915.2.15 | |
| 9  | 安満欽一   | 1915.2.15 - 1916.8.18  | |
| 10 | 小島米三郎 | 1916.8.18 - 1918.7.24  | |
| 11 | 河西惟一   | 1918.7.24 -            | 予備陸軍中将。諏訪の医師・河西東雄の二男で、兄の河西健次は大連病院院長、南満医学堂(満州医科大学)初代学長。 |
| 12 | 山本宣一   | 1920.8.10 -            | |
| 13 | 栗田真之助 | 1922.2.8 -             | |
| 14 | 堀吉彦     | 1924.2.4 -             | |
| 15 | 大塚堅之助 | 1926.7.28 -            | |
| 16 | 板垣征四郎 | 1928.3.8 -             | |
| 17 | 村田凱一   | 1929.5.14 -            | |
| 18 | 長岡寿吉   | 1930.8.1 - 1932.8.8    | |
| 19 | 西垣真一   | 1932.8.8 -             | |
| 20 | 及川源七   | 1934.8.1 -             | |
| 21 | 野田謙吾   | 1936.8.1 -             | |
| 22 | 山田嘉蔵   | 1938.1.20 - 1939.5.12  | 戦死 |
| 23 | 横田豊一郎 | 1939.5.18 -            | |
| 末 | 鈴木辰之助 | 1940.2.2 - 1944.10.23  | 戦死 |